# Morti nel 1003
| Questa pagina contiene informazioni ricavate automaticamente dalle voci biografiche con l'ausilio del template Bio e di un bot. L'aggiornamento è periodico e automatico e ricostruisce completamente la pagina. Se manca una persona in questa lista, sei pregato di non aggiungerla, ma accertati piuttosto che la sua voce biografica contenga il template Bio e che i dati anagrafici siano correttamente compilati. Se il template Bio manca, inseriscilo tu stesso o, in alternativa, metti l'avviso {{tmp\|Bio}} che ne segnala la mancanza. Se i dati riportati sono sbagliati, correggi direttamente la voce biografica; le modifiche saranno visibili in questa lista entro pochi giorni. Per chiarimenti vedi il progetto biografie. La lista contiene solo le 13 persone che sono citate nell'enciclopedia e per le quali è stato implementato correttamente il template Bio. Pagina aggiornata al 18 lug 2025. |

- 25 gennaio - Lotario I della marca del Nord, nobile tedesco
- 7 febbraio - Rozala d'Ivrea, contessa (n. 952)
- 4 maggio - Ermanno II di Svevia, nobile tedesco
- 12 maggio - Papa Silvestro II, papa, arcivescovo e abate francese
- 3 agosto - Al-Ta'i', califfo (n. 932)
- 23 settembre - Beatrice di Parigi, nobile
- 11 novembre - Benedetto da Benevento, missionario italiano
- 21 novembre - Filoteo di Alessandria, arcivescovo cristiano orientale egiziano
- 24 dicembre - Guglielmo II di Weimar, nobile tedesco
- Clodoveo di Boemia, sovrano boemo
- Papa Giovanni XVII, papa italiano (n. 955)
- Gregorio di Narek, poeta, monaco cristiano e teologo armeno (n. 951)
- Isarno di Ribagorza, nobile spagnolo